# ペンサ

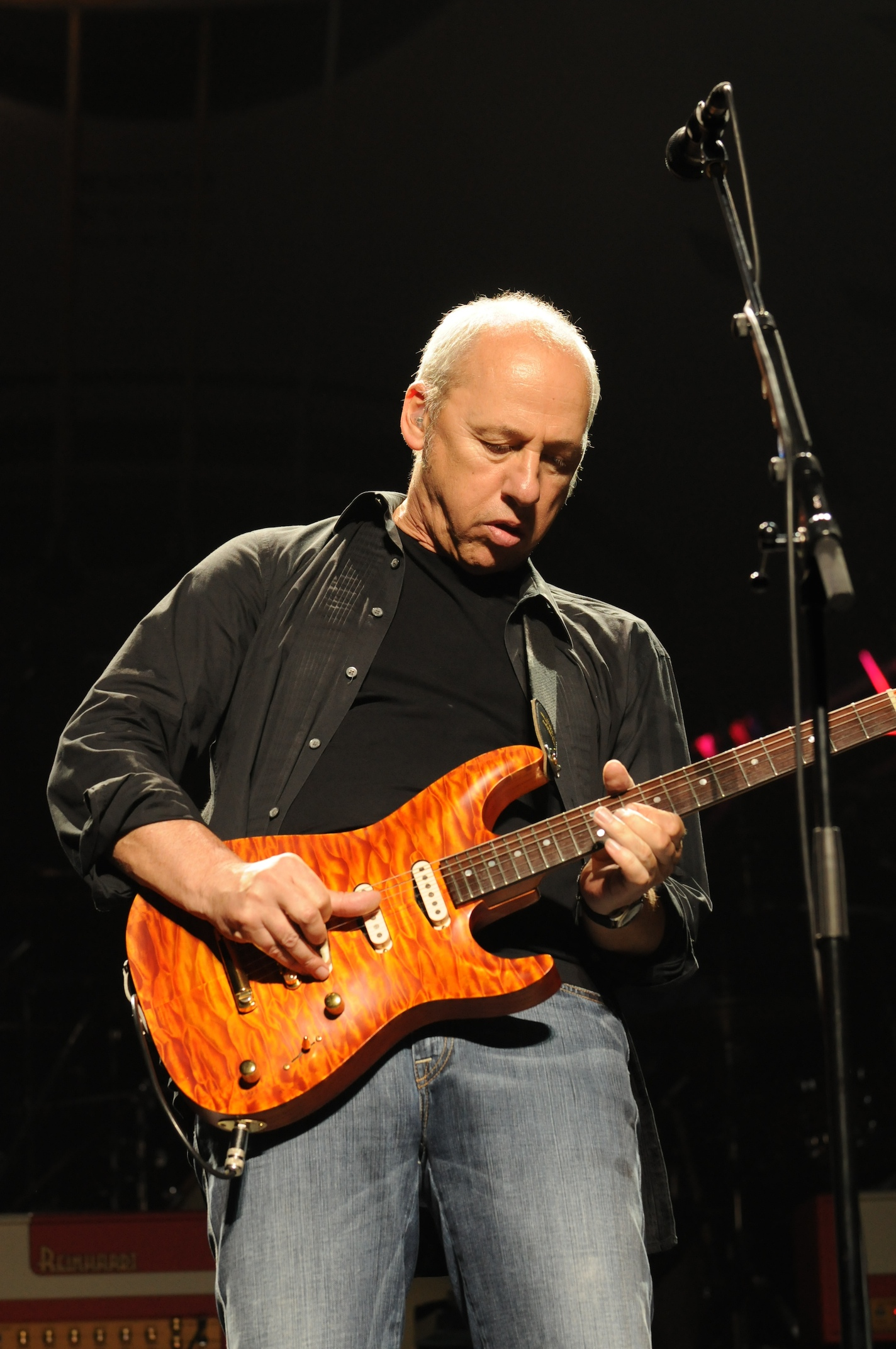
PensaのMK2

ペンサ（英称： Pensa Custom Guitars）は、アメリカ合衆国ニューヨーク州の楽器店、Rudy's Musicのギター/ベースブランド。旧名はペンサ・サー（英称： Pensa Suhr Guitars）。
John Suhr(Suhr Guitars)やStephen Marchione（現Marchione Guitars）、日野雅信(Mas Hino NYC)などの多くのビルダーを輩出した老舗ブランドである。

## 概要
1978年にRudy Pensaがリペアショップなども併設された楽器屋のRudy's Music Stopを開店する。
1980年にワーモスやシェクター(後にトム・アンダーソン)、LaSiDo(現在のGodin)など製造の元、カスタムギターブランドのPensaをスタートさせ、R Customなどを制作する。その頃の顧客にはマーク・ノップラー、エリック・クラプトン、ピーター・フランプトン等数多くのアーティストがいた。
1985年から従業員のJohn Suhrが企画制作に参加するようになり、ブランド名を共同名のPensa Suhrと改め、1987年にはマーク・ノップラーシグニチャーモデルのMKなどを発表する。1990年にJohn SuhrがRudy's Musicを辞め、
その後もブランド名はPensa SuhrのままであったがJohn Suhrが自社ブランドのSuhr Guitarsを立ち上げた1997年に旧名のペンサに戻した。2000年に新作のMK2を発表した。